# Fat Bottomed Girls
„Fat Bottomed Girls“ je píseň anglické skupiny Queen, jejímž autorem je kytarista Brian May. Vyšla v roce 1978 na albu Jazz a zároveň na singlu (na druhé straně byla píseň „Bicycle Race“, šlo o dvojitou stranu A). Singl se umístil na jedenácté příčce hitparády UK Singles Chart a v americké Billboard Hot 100 dosáhl 24. místa. Na albu Killer Queen: A Tribute to Queen vyšla píseň v podání americké kapely Antigone Rising.